# Ballando con le stelle (dodicesima edizione)
La dodicesima edizione di Ballando con le stelle è andata in onda di sabato dal 25 febbraio al 29 aprile 2017 in prima serata su Rai 1. Confermati nella conduzione Milly Carlucci con la partecipazione di Paolo Belli.
Tutti i membri della giuria sono stati confermati rispetto all'edizione precedente. Tra le novità dell'edizione, l'aggiunta nel cast fisso del programma di Valerio Scanu nel ruolo di co-conduttore addetto ai social network del programma e della criminologa Roberta Bruzzone in qualità di opinionista.
L'edizione è stata vinta dalla coppia formata dall'atleta paraolimpico Oney Tapia e dalla ballerina Veera Kinnunen.

## Cast

### Concorrenti
| VIP                   | Attività                  | Insegnante          | Stato                |
| --------------------- | ------------------------- | ------------------- | -------------------- |
| Oney Tapia            | Atleta paraolimpico       | Veera Kinnunen      | Vincitori            |
| Fabio Basile          | Judoka                    | Anastasia Kuzmina   | Secondi classificati |
| Xenya                 | Modella                   | Raimondo Todaro     | Terzi classificati   |
| Martina Stella        | Attrice                   | Samuel Peron        | Terzi classificati   |
| Simone Montedoro      | Attore                    | Alessandra Tripoli  | Quinti classificati  |
| Antonio Palmese       | Attore                    | Samanta Togni       | Quinti classificati  |
| Alba Parietti         | Showgirl e attrice        | Marcello Nuzio      | Eliminati            |
| Giuliana De Sio       | Attrice                   | Maykel Fonts        | Eliminati            |
| Martín Castrogiovanni | Rugbista                  | Sara Di Vaira       | Eliminati            |
| Christopher Leoni     | Attore e modello          | Ekaterina Vaganova  | Eliminati            |
| Fausto Leali          | Cantante                  | Ornella Boccafoschi | Eliminati            |
| Anna Galiena          | Attrice                   | Simone Di Pasquale  | Eliminati            |
| Anna La Rosa          | Giornalista e conduttrice | Stefano Oradei      | Eliminati            |

### Giuria
- Ivan Zazzaroni
- Fabio Canino
- Carolyn Smith (presidente di giuria)
- Selvaggia Lucarelli (sostituita da Morgan nella decima puntata)
- Guillermo Mariotto

### Opinionisti
- Sandro Mayer
- Roberta Bruzzone

## Tabellone
Legenda
     Salvi
     Ricevono/conquistano il tesoretto/bonus
     Salvati dal televoto
     Non gareggiano in puntata
     Gareggiano per un bonus per la puntata successiva
     Eliminati provvisoriamente
     Eliminati definitivamente
     Ripescati
     Non ripescati
| Concorrente           | Ballerino/a         | Puntate     | Puntate         | Puntate         | Puntate         | Puntate         | Puntate         | Puntate         | Puntate         | Puntate         | Puntate         |
| Concorrente           | Ballerino/a         | 1ª          | 2ª              | 3ª              | 4ª              | 5ª              | 6ª              | 7ª              | Ripescaggio     | Semifinale      | Finale          |
| --------------------- | ------------------- | ----------- | --------------- | --------------- | --------------- | --------------- | --------------- | --------------- | --------------- | --------------- | --------------- |
| Oney Tapia            | Veera Kinnunen      | Salvi       | Salvi           | Salvi           | Salvi           | Salvi           | Salvi           | Salvi           | No Bonus        | Salvi           | Vincitori (65%) |
| Fabio Basile          | Anastasia Kuzmina   | Salvi (32%) | Salvi           | Salvi           | Salvi           | Salvi           | Ultimi 3 (52%)  | Salvi           | Bonus           | Salvi           | Secondi (35%)   |
| Xenya                 | Raimondo Todaro     | Salvi       | Salvi           | Salvi           | Salvi           | Salvi           | Salvi           | Salvi           | No Bonus        | Ultimi 4 (76%)  | Terzi (37%)     |
| Martina Stella        | Samuel Peron        | Salvi       | Salvi           | Salvi           | Salvi           | Salvi           | Eliminati (23%) | Ripescati (37%) | No Bonus        | Ultimi 4 (71%)  | Terzi (27%)     |
| Simone Montedoro      | Alessandra Tripoli  | Salvi (68%) | Salvi           | Salvi           | Salvi           | Salvi           | Salvi           | Eliminati (48%) | Ripescati (48%) | Salvi           | Quinti (31%)    |
| Antonio Palmese       | Samanta Togni       | Salvi       | Salvi           | Salvi           | Salvi           | Salvi           | Salvi           | Eliminati (35%) | Ripescati (32%) | Salvi           | Quinti (24%)    |
| Alba Parietti         | Marcello Nuzio      | Salvi       | Salvi           | Salvi           | Salvi           | Salvi           | Salvi           | Salvi           | No Bonus        | Eliminati (24%) |                 |
| Giuliana De Sio       | Maykel Fonts        | Salvi       | Salvi           | Salvi           | Salvi           | Salvi           | Ultimi 3 (25%)  | Eliminati (29%) | Ripescati       | Eliminati (29%) |                 |
| Martín Castrogiovanni | Sara Di Vaira       | Salvi       | Salvi           | Salvi           | Salvi           | Ultimi 2 (77%)  | Salvi           | Eliminati (28%) | Eliminati (20%) |                 |                 |
| Christopher Leoni     | Ekaterina Vaganova  | Salvi       | Salvi           | Ultimi 2 (60%)  | Ultimi 2 (61%)  | Eliminati (23%) |                 | Non ripescati   | Eliminati       |                 |                 |
| Fausto Leali          | Ornella Boccafoschi | Salvi       | Salvi           | Salvi           | Eliminati (39%) |                 |                 | Non ripescati   | Eliminati       |                 |                 |
| Anna Galiena          | Simone Di Pasquale  | Salvi       | Ultimi 2 (72%)  | Eliminati (40%) |                 |                 |                 | Non ripescati   | Eliminati       |                 |                 |
| Anna La Rosa          | Stefano Oradei      | Salvi       | Eliminati (28%) |                 |                 |                 |                 | Non ripescati   | Eliminati       |                 |                 |

## Dettaglio delle puntate

### Prima puntata
- Data: 25 febbraio 2017
- Ospite: Roberto Mancini come "ballerino per una notte"

Gara di puntata:
| Ordine di uscita | Concorrenti                            | Voto Giuria | Voto Giuria | Voto Giuria | Voto Giuria | Voto Giuria | Punti bonus | Totale punteggio tecnico |
| Ordine di uscita | Concorrenti                            | Zazzaroni   | Canino      | Smith       | Lucarelli   | Mariotto    | Punti bonus | Totale punteggio tecnico |
| ---------------- | -------------------------------------- | ----------- | ----------- | ----------- | ----------- | ----------- | ----------- | ------------------------ |
| 2                | Martín Castrogiovanni e Sara Di Vaira  | 5           | 5           | 5           | 4           | 3           | 35          | 57                       |
| 13               | Fabio Basile e Anastasia Kuzmina       | 8           | 7           | 8           | 8           | 8           |             | 39                       |
| 6                | Oney Tapia e Veera Kinnunen            | 7           | 7           | 10          | 8           | 6           |             | 38                       |
| 7                | Martina Stella e Samuel Peron          | 7           | 7           | 8           | 6           | 8           |             | 36                       |
| 10               | Simone Montedoro e Alessandra Tripoli  | 7           | 7           | 7           | 7           | 5           |             | 33                       |
| 11               | Xenya e Raimondo Todaro                | 7           | 7           | 5           | 6           | 7           |             | 32                       |
| 12               | Alba Parietti e Marcello Nuzio         | 6           | 6           | 7           | 4           | 6           |             | 29                       |
| 4                | Christopher Leoni e Ekaterina Vaganova | 6           | 3           | 5           | 4           | 4           |             | 22                       |
| 8                | Antonio Palmese e Samanta Togni        | 5           | 5           | 3           | 4           | 4           |             | 21                       |
| 9                | Fausto Leali e Ornella Boccafoschi     | 5           | 4           | 3           | 5           | 3           |             | 20                       |
| 3                | Anna Galiena e Simone Di Pasquale      | 5           | 5           | 3           | 3           | 0           |             | 16                       |
| 1                | Anna La Rosa e Stefano Oradei          | 4           | 3           | 3           | 5           | 0           |             | 15                       |
| 5                | Giuliana De Sio e Maykel Fonts         | 3           | 2           | 3           | 2           | 2           |             | 12                       |

Spareggio: vi partecipano i primi due concorrenti classificati dalla media tra il punteggio ottenuto nella puntata e il televoto per ottenere un bonus per la puntata successiva.
| Ordine di uscita | Concorrenti                           | Televoto | Esito                                              |
| ---------------- | ------------------------------------- | -------- | -------------------------------------------------- |
| 2                | Simone Montedoro e Alessandra Tripoli | 68%      | Ottengono 40 punti bonus per la puntata successiva |
| 1                | Fabio Basile e Anastasia Kuzmina      | 32%      | Ottengono 20 punti bonus per la puntata successiva |

### Seconda puntata
- Data: 4 marzo 2017

Gara di puntata:
| Ordine di uscita | Concorrenti                            | Voto Giuria | Voto Giuria | Voto Giuria | Voto Giuria | Voto Giuria | Punti bonus | Totale punteggio tecnico |
| Ordine di uscita | Concorrenti                            | Zazzaroni   | Canino      | Smith       | Lucarelli   | Mariotto    | Punti bonus | Totale punteggio tecnico |
| ---------------- | -------------------------------------- | ----------- | ----------- | ----------- | ----------- | ----------- | ----------- | ------------------------ |
| 5                | Martina Stella e Samuel Peron          | 8           | 8           | 8           | 8           | 9           | 48          | 88                       |
| 9                | Simone Montedoro e Alessandra Tripoli  | 8           | 6           | 8           | 8           | 5           | 40          | 74                       |
| 3                | Fabio Basile e Anastasia Kuzmina       | 7           | 9           | 7           | 8           | 9           | 20          | 59                       |
| 7                | Oney Tapia e Veera Kinnunen            | 10          | 10          | 10          | 9           | 8           |             | 47                       |
| 12               | Xenya e Raimondo Todaro                | 8           | 8           | 8           | 7           | 9           |             | 40                       |
| 13               | Martín Castrogiovanni e Sara Di Vaira  | 6           | 6           | 7           | 8           | 7           |             | 34                       |
| 11               | Alba Parietti e Marcello Nuzio         | 6           | 7           | 7           | 5           | 7           |             | 33                       |
| 6                | Christopher Leoni e Ekaterina Vaganova | 4           | 5           | 5           | 5           | 6           |             | 25                       |
| 8                | Giuliana De Sio e Maykel Fonts         | 6           | 5           | 6           | 4           | 4           |             | 25                       |
| 10               | Antonio Palmese e Samanta Togni        | 5           | 5           | 5           | 5           | 4           |             | 24                       |
| 1                | Fausto Leali e Ornella Boccafoschi     | 5           | 5           | 4           | 5           | 3           |             | 22                       |
| 4                | Anna Galiena e Simone Di Pasquale      | 5           | 4           | 4           | 4           | 4           |             | 21                       |
| 2                | Anna La Rosa e Stefano Oradei          | 4           | 4           | 4           | 3           | 1           |             | 16                       |

Spareggio: vi partecipano gli ultimi due concorrenti classificati dalla media tra il punteggio ottenuto nella puntata e del pubblico; la coppia meno votata sarà eliminata provvisoriamente e andrà al ripescaggio che si svolgerà nelle prossime puntate. 
| Ordine di uscita | Concorrenti                       | Televoto | Esito                      |
| ---------------- | --------------------------------- | -------- | -------------------------- |
| 1                | Anna Galiena e Simone Di Pasquale | 72%      | Salvi                      |
| 2                | Anna La Rosa e Stefano Oradei     | 28%      | Eliminati provvisoriamente |

### Terza puntata
- Data: 11 marzo 2017

- Ospiti: Paolo Fox come "ballerino per una notte", Bebe Vio

Gara di puntata:
| Ordine di uscita | Concorrenti                            | Voto Giuria | Voto Giuria | Voto Giuria | Voto Giuria | Voto Giuria | Punti bonus | Totale punteggio tecnico |
| Ordine di uscita | Concorrenti                            | Zazzaroni   | Canino      | Smith       | Lucarelli   | Mariotto    | Punti bonus | Totale punteggio tecnico |
| ---------------- | -------------------------------------- | ----------- | ----------- | ----------- | ----------- | ----------- | ----------- | ------------------------ |
| 12               | Xenya e Raimondo Todaro                | 6           | 5           | 5           | 5           | 5           | 36          | 62                       |
| 8                | Oney Tapia e Veera Kinnunen            | 10          | 10          | 10          | 10          | 10          |             | 50                       |
| 7                | Martina Stella e Samuel Peron          | 9           | 9           | 10          | 8           | 9           |             | 45                       |
| 11               | Fabio Basile e Anastasia Kuzmina       | 8           | 8           | 9           | 9           | 9           |             | 43                       |
| 10               | Antonio Palmese e Samanta Togni        | 6           | 7           | 8           | 8           | 8           |             | 37                       |
| 9                | Alba Parietti e Marcello Nuzio         | 7           | 7           | 8           | 6           | 8           |             | 36                       |
| 4                | Martín Castrogiovanni e Sara Di Vaira  | 5           | 7           | 7           | 7           | 8           |             | 34                       |
| 2                | Simone Montedoro e Alessandra Tripoli  | 7           | 7           | 8           | 6           | 5           |             | 33                       |
| 5                | Giuliana De Sio e Maykel Fonts         | 7           | 7           | 6           | 6           | 6           |             | 32                       |
| 6                | Christopher Leoni e Ekaterina Vaganova | 5           | 6           | 6           | 4           | 5           |             | 26                       |
| 1                | Anna Galiena e Simone Di Pasquale      | 5           | 4           | 3           | 5           | 4           |             | 21                       |
| 3                | Fausto Leali e Ornella Boccafoschi     | 4           | 4           | 4           | 3           | 3           |             | 18                       |

Spareggio: vi partecipano gli ultimi due concorrenti classificati dalla media tra il punteggio ottenuto nella puntata il televoto; la coppia meno votata sarà eliminata provvisoriamente e andrà al ripescaggio che si svolgerà nelle prossime puntate. 
| Ordine di uscita | Concorrenti                            | Televoto | Esito                      |
| ---------------- | -------------------------------------- | -------- | -------------------------- |
| 1                | Christopher Leoni e Ekaterina Vaganova | 60%      | Salvi                      |
| 2                | Anna Galiena e Simone Di Pasquale      | 40%      | Eliminati provvisoriamente |

### Quarta puntata
- Data: 18 marzo 2017

- Ospiti: Franco Nero e Vanessa Redgrave come "ballerini per una notte"

Prima manche - Prova speciale: i concorrenti, senza l'ausilio dei loro maestri, devono riconoscere il ritmo musicale eseguito dall'orchestra e improvvisare una performance di 50 secondi. La giuria assegnerà poi un punteggio.
| Ordine di uscita | Concorrenti           | Ballo da riconoscere e improvvisare | Punti bonus assegnati da Carolyn Smith |
| ---------------- | --------------------- | ----------------------------------- | -------------------------------------- |
| 11               | Oney Tapia            | Boogie Woogie                       | 8                                      |
| 9                | Christopher Leoni     | Freestyle                           | 6                                      |
| 5                | Fausto Leali          | Jive                                | 6                                      |
| 10               | Giuliana De Sio       | Charleston                          | 6                                      |
| 1                | Martín Castrogiovanni | Boogie Woogie                       | 6                                      |
| 2                | Martina Stella        | Merengue                            | 6                                      |
| 6                | Simone Montedoro      | Salsa                               | 6                                      |
| 4                | Alba Parietti         | Tango                               | 5                                      |
| 3                | Fabio Basile          | Boogie Woogie                       | 5                                      |
| 8                | Xenya                 | Salsa                               | 5                                      |
| 7                | Antonio Palmese       | Paso Doble                          | 4                                      |

Seconda manche - Gara di puntata:
| Ordine di uscita | Concorrenti                            | Voto Giuria | Voto Giuria | Voto Giuria | Voto Giuria | Voto Giuria | Punti bonus | Totale punteggio tecnico |
| Ordine di uscita | Concorrenti                            | Zazzaroni   | Canino      | Smith       | Lucarelli   | Mariotto    | Punti bonus | Totale punteggio tecnico |
| ---------------- | -------------------------------------- | ----------- | ----------- | ----------- | ----------- | ----------- | ----------- | ------------------------ |
| 6                | Oney Tapia e Veera Kinnunen            | 9           | 9           | 9           | 9           | 8           | 8+50        | 102                      |
| 9                | Xenya e Raimondo Todaro                | 9           | 9           | 8           | 9           | 9           | 5           | 49                       |
| 1                | Martín Castrogiovanni e Sara Di Vaira  | 7           | 7           | 5           | 8           | 6           | 6           | 44                       |
| 5                | Martina Stella e Samuel Peron          | 7           | 8           | 7           | 7           | 8           | 6           | 43                       |
| 3                | Simone Montedoro e Alessandra Tripoli  | 6           | 7           | 9           | 7           | 4           | 6           | 39                       |
| 11               | Christopher Leoni e Ekaterina Vaganova | 6           | 7           | 7           | 6           | 5           | 6           | 37                       |
| 8                | Fausto Leali e Ornella Boccafoschi     | 6           | 6           | 5           | 6           | 7           | 6           | 36                       |
| 7                | Fabio Basile e Anastasia Kuzmina       | 4           | 6           | 4           | 6           | 8           | 5           | 33                       |
| 4                | Antonio Palmese e Samanta Togni        | 4           | 5           | 4           | 5           | 3           | 4           | 25                       |
| 2                | Giuliana De Sio e Maykel Fonts         | 4           | 3           | 3           | 2           | 2           | 6           | 20                       |
| 10               | Alba Parietti e Marcello Nuzio         | 4           | 0           | 5           | 2           | 1           | 5           | 17                       |

Spareggio: vi partecipano gli ultimi due concorrenti classificati dalla media tra il punteggio ottenuto complessivamente nella puntata e il televoto; la coppia meno votata sarà eliminata provvisoriamente e andrà al ripescaggio che si svolgerà nelle prossime puntate. 
| Ordine di uscita | Concorrenti                            | Televoto | Esito                      |
| ---------------- | -------------------------------------- | -------- | -------------------------- |
| 1                | Christopher Leoni e Ekaterina Vaganova | 61%      | Salvi                      |
| 2                | Fausto Leali e Ornella Boccafoschi     | 39%      | Eliminati provvisoriamente |

### Quinta puntata
- Data: 25 marzo 2017

- Ospiti: Zico e Claudio Gentile come "ballerini per una notte"

Prima manche - Prova speciale: i concorrenti dovranno riconoscere un ballo che non hanno mai studiato senza l'ausilio dei loro maestri.
| Ordine di uscita | Concorrenti           | Ballo da riconoscere | Punti bonus assegnati da Carolyn Smith |
| ---------------- | --------------------- | -------------------- | -------------------------------------- |
| 6                | Antonio Palmese       | Lambada              | 5                                      |
| 2                | Fabio Basile          | Gopak                | 5                                      |
| 8                | Simone Montedoro      | Twist                | 5                                      |
| 4                | Christopher Leoni     | Danza polinesiana    | 4                                      |
| 1                | Martina Stella        | Surf                 | 4                                      |
| 10               | Oney Tapia            | Reggaeton            | 3                                      |
| 3                | Alba Parietti         | Hully Gully          | 2                                      |
| 5                | Martín Castrogiovanni | Pizzica              | 2                                      |
| 7                | Xenya                 | Country americano    | 1                                      |
| 9                | Giuliana De Sio       | Shake                | 0                                      |

Seconda manche - Gara di puntata:
| Ordine di uscita | Concorrenti                            | Voto Giuria | Voto Giuria | Voto Giuria | Voto Giuria | Voto Giuria | Punti bonus | Totale punteggio tecnico |
| Ordine di uscita | Concorrenti                            | Zazzaroni   | Canino      | Smith       | Lucarelli   | Mariotto    | Punti bonus | Totale punteggio tecnico |
| ---------------- | -------------------------------------- | ----------- | ----------- | ----------- | ----------- | ----------- | ----------- | ------------------------ |
| 5                | Giuliana De Sio e Maykel Fonts         | 5           | 4           | 3           | 4           | 6           | 0+50        | 72                       |
| 3                | Fabio Basile e Anastasia Kuzmina       | 10          | 8           | 9           | 10          | 10          | 5           | 52                       |
| 9                | Oney Tapia e Veera Kinnunen            | 9           | 9           | 9           | 10          | 7           | 3           | 47                       |
| 10               | Xenya e Raimondo Todaro                | 8           | 9           | 9           | 7           | 9           | 1           | 42                       |
| 1                | Christopher Leoni e Ekaterina Vaganova | 6           | 5           | 6           | 7           | 8           | 4           | 36                       |
| 6                | Martina Stella e Samuel Peron          | 5           | 5           | 5           | 6           | 5           | 4           | 30                       |
| 2                | Simone Montedoro e Alessandra Tripoli  | 5           | 5           | 6           | 5           | 4           | 5           | 30                       |
| 7                | Martín Castrogiovanni e Sara Di Vaira  | 5           | 6           | 6           | 5           | 5           | 2           | 29                       |
| 4                | Antonio Palmese e Samanta Togni        | 4           | 5           | 6           | 3           | 5           | 5           | 28                       |
| 8                | Alba Parietti e Marcello Nuzio         | 5           | 5           | 5           | 3           | 2           | 2           | 22                       |

Spareggio: vi partecipano gli ultimi due concorrenti classificati dalla media tra il punteggio ottenuto complessivamente nella puntata e il televoto; la coppia meno votata sarà eliminata provvisoriamente e andrà al ripescaggio che si svolgerà nelle prossime puntate. 
| Ordine di uscita | Concorrenti                            | Televoto | Esito                      |
| ---------------- | -------------------------------------- | -------- | -------------------------- |
| 2                | Martín Castrogiovanni e Sara Di Vaira  | 77%      | Salvi                      |
| 1                | Christopher Leoni e Ekaterina Vaganova | 23%      | Eliminati provvisoriamente |

### Sesta puntata
- Data: 1º aprile 2017

- Ospiti: Nastassja Kinski ed Elio come "ballerini per una notte"

Prima manche - Prova speciale: danza tirolese
Seconda manche - Gara di puntata:
Spareggio: vi partecipano gli ultimi tre concorrenti classificati dalla media tra il punteggio ottenuto complessivamente nella puntata e il televoto; la coppia meno votata sarà eliminata provvisoriamente e andrà al ripescaggio che si svolgerà nelle prossime puntate. 
| Ordine di uscita | Concorrenti                      | Televoto | Esito                      |
| ---------------- | -------------------------------- | -------- | -------------------------- |
| 1                | Fabio Basile e Anastasia Kuzmina | 52%      | Salvi                      |
| 3                | Giuliana De Sio e Maykel Fonts   | 25%      | Salvi                      |
| 2                | Martina Stella e Samuel Peron    | 23%      | Eliminati provvisoriamente |

### Settima puntata
- Data: 8 aprile 2017

- Ospite: Marla Maples come "ballerina per una notte"

Prima manche - Prova speciale: reggaeton e danza del ventre
Seconda manche - Gara di puntata:
Staffetta di ripescaggio:
Primo spareggio: vi partecipano, in due sfide, gli ultimi 4 concorrenti classificati dalla media tra il punteggio ottenuto complessivamente nella puntata e il televoto; le due coppie meno votate saranno eliminate provvisoriamente e andranno al ripescaggio che si svolgerà nella prossima puntata, le due più votate affronteranno un ulteriore spareggio con i vincitori della staffetta di ripescaggio.
| Ordine di uscita | Concorrenti                           | Televoto | Esito                      |
| ---------------- | ------------------------------------- | -------- | -------------------------- |
| 1                | Antonio Palmese e Samanta Togni       | 52%      | Salvi                      |
| 2                | Simone Montedoro e Alessandra Tripoli | 48%      | Eliminati provvisoriamente |
|                  |                                       |          |                            |
| 3                | Giuliana De Sio e Maykel Fonts        | 29%      | Eliminati provvisoriamente |
| 4                | Martín Castrogiovanni e Sara Di Vaira | 71%      | Salvi                      |

Secondo spareggio: vi partecipano i vincitori dei due spareggi precedenti più la coppia ripescata, per volontà della giuria, tra le eliminate delle puntate precedenti; le due coppie meno votate saranno eliminate provvisoriamente e andranno al ripescaggio che si svolgerà nella prossima puntata. 
| Ordine di uscita | Concorrenti                           | Televoto | Esito                      |
| ---------------- | ------------------------------------- | -------- | -------------------------- |
| 1                | Martina Stella e Samuel Peron         | 37%      | Ripescati                  |
| 2                | Antonio Palmese e Samantha Togni      | 35%      | Eliminati provvisoriamente |
| 3                | Martín Castrogiovanni e Sara Di Vaira | 28%      | Eliminati provvisoriamente |

### Ottava puntata -Ripescaggio
- Data: 15 aprile 2017

- Ospiti: Claudio Lippi come "ballerino per una notte", Davide Dato

### Nona puntata -Semifinale
- Data: 22 aprile 2017

- Ospiti: Gérard Depardieu come "ballerino per una notte", Morgan

Prima manche - Sfide: i vincitori guadagnano 50 punti. 
| Ordine di uscita | Concorrenti                           | Preferenza Giuria | Preferenza Giuria | Preferenza Giuria | Preferenza Giuria | Preferenza Giuria | Esito sfida per la Giuria | Punti |
| Ordine di uscita | Concorrenti                           | Zazzaroni         | Canino            | Smith             | Lucarelli         | Mariotto          | Esito sfida per la Giuria | Punti |
| ---------------- | ------------------------------------- | ----------------- | ----------------- | ----------------- | ----------------- | ----------------- | ------------------------- | ----- |
| 1                | Simone Montedoro e Alessandra Tripoli |                   |                   |                   |                   |                   | 3                         | 50    |
| 2                | Antonio Palmese e Samanta Togni       |                   |                   |                   |                   |                   | 2                         | 0     |
|                  |                                       |                   |                   |                   |                   |                   |                           |       |
| 3                | Martina Stella e Samuel Peron         |                   |                   |                   |                   |                   | 4                         | 50    |
| 4                | Xenya e Raimondo Todaro               |                   |                   |                   |                   |                   | 1                         | 0     |
|                  |                                       |                   |                   |                   |                   |                   |                           |       |
| 5                | Fabio Basile e Anastasia Kuzmina      |                   |                   |                   |                   |                   | 0                         | 0+100 |
| 6                | Oney Tapia e Veera Kinnunen           |                   |                   |                   |                   |                   | 5                         | 50    |
|                  |                                       |                   |                   |                   |                   |                   |                           |       |
| 7                | Alba Parietti e Marcello Nuzio        |                   |                   |                   |                   |                   | 5                         | 50    |
| 8                | Giuliana De Sio e Maykel Fonts        |                   |                   |                   |                   |                   | 0                         | 0     |

Seconda manche - Prova a sorpresa: le coppie devono improvvisare una performance, che dopo alcuni secondi viene interrotta, poi il maestro lascia la pista e il concorrente si trova a ballare con una persona a lui cara. I concorrenti in attesa dietro le quinte vengono muniti di cuffie per mantenere la sorpresa.
| Ordine di uscita | Concorrenti                           | Partner                 |
| ---------------- | ------------------------------------- | ----------------------- |
| 1                | Simone Montedoro e Alessandra Tripoli | La moglie Lara          |
| 2                | Antonio Palmese e Samanta Togni       | La mamma Silvana        |
| 3                | Martina Stella e Samuel Peron         | La sorella Flavia       |
| 4                | Xenya e Raimondo Todaro               | Il fratello Nikolai     |
| 5                | Fabio Basile e Anastasia Kuzmina      | La nonna Diamante       |
| 6                | Oney Tapia e Veera Kinnunen           | Il fratello Julian      |
| 7                | Alba Parietti e Marcello Nuzio        | Il figlio Francesco     |
| 8                | Giuliana De Sio e Maykel Fonts        | L'amico Michele Morrone |

Spareggio: vi partecipano, in due sfide, gli ultimi quattro concorrenti classificati dalla media tra il punteggio ottenuto complessivamente nella puntata e il televoto; le due coppie meno votate saranno eliminate definitivamente.
| Ordine di uscita | Concorrenti                    | Televoto | Esito                     |
| ---------------- | ------------------------------ | -------- | ------------------------- |
| 1                | Martina Stella e Samuel Peron  | 71%      | Salvi                     |
| 2                | Giuliana De Sio e Maykel Fonts | 29%      | Eliminati definitivamente |
|                  |                                |          |                           |
| 3                | Alba Parietti e Marcello Nuzio | 24%      | Eliminati definitivamente |
| 4                | Xenya e Raimondo Todaro        | 76%      | Salvi                     |

### Decima puntata -Finale
- Data: 29 aprile 2017

- Ospite: Morgan come "giudice misterioso" in sostituzione di Selvaggia Lucarelli[9]

Prima manche - Prova speciale: Bhangra per gli uomini e danza Bollywood per le donne
| Ordine di uscita | Concorrenti                           | Preferenza Giuria | Preferenza Giuria | Preferenza Giuria | Preferenza Giuria           | Preferenza Giuria | Punti bonus ottenuti |
| Ordine di uscita | Concorrenti                           | Zazzaroni         | Canino            | Smith             | Giudice misterioso (Morgan) | Mariotto          | Punti bonus ottenuti |
| ---------------- | ------------------------------------- | ----------------- | ----------------- | ----------------- | --------------------------- | ----------------- | -------------------- |
| 1                | Martina Stella e Samuel Peron         |                   |                   |                   |                             |                   | 30                   |
| 5                | Xenya e Raimondo Todaro               |                   |                   |                   |                             |                   | 10                   |
| 4                | Antonio Palmese e Samanta Togni       |                   |                   |                   |                             |                   | 10                   |
| 2                | Fabio Basile e Anastasia Kuzmina      |                   |                   |                   |                             |                   | 0                    |
| 3                | Simone Montedoro e Alessandra Tripoli |                   |                   |                   |                             |                   | 0                    |
| 6                | Oney Tapia e Veera Kinnunen           |                   |                   |                   |                             |                   | 0                    |

Seconda manche - Gara di puntata:
| Ordine di uscita | Concorrenti                           | Voto Giuria | Voto Giuria | Voto Giuria | Voto Giuria                 | Voto Giuria | Punti bonus | Totale punteggio tecnico |
| Ordine di uscita | Concorrenti                           | Zazzaroni   | Canino      | Smith       | Giudice misterioso (Morgan) | Mariotto    | Punti bonus | Totale punteggio tecnico |
| ---------------- | ------------------------------------- | ----------- | ----------- | ----------- | --------------------------- | ----------- | ----------- | ------------------------ |
| 1                | Martina Stella e Samuel Peron         | 7           | 7           | 7           | 8                           | 7           | 30          | 66                       |
| 5                | Xenya e Raimondo Todaro               | 10          | 10          | 9           | 9                           | 9           | 10          | 57                       |
| 4                | Antonio Palmese e Samanta Togni       | 8           | 10          | 8           | 7                           | 10          | 10          | 53                       |
| 6                | Oney Tapia e Veera Kinnunen           | 10          | 10          | 10          | 10                          | 10          |             | 50                       |
| 2                | Fabio Basile e Anastasia Kuzmina      | 9           | 9           | 9           | 7                           | 10          |             | 44                       |
| 3                | Simone Montedoro e Alessandra Tripoli | 7           | 8           | 10          | 6                           | 6           |             | 37                       |

## Balli eseguiti
| Coppia                                 | 1                        | 2                         | 3                  | 4                                | 5                                 | 6                                   | 7                                            | 8                                                             | 9                      | 10 |
| -------------------------------------- | ------------------------ | ------------------------- | ------------------ | -------------------------------- | --------------------------------- | ----------------------------------- | -------------------------------------------- | ------------------------------------------------------------- | ---------------------- | --- |
| Oney Tapia e Veera Kinnunen            | Boogie Woogie            | Freestyle Veloce          | Valzer             | Boogie Woogie – Merengue         | Reggaeton – Tango                 | Danza Tirolese – Charleston         | Reggaeton – Quickstep                        | Salsa Cabaret                                                 | Freestyle Lento        | Bhangra – Salsa – Freestyle Lento – Freestyle Veloce – Valzer – Merengue – Tango                        |
| Fabio Basile e Anastasia Kuzmina       | Freestyle Veloce – Jive  | Boogie Woogie             | Paso Doble         | Boogie Woogie – Samba            | Gopak – Tango Apache              | Danza Tirolese – Valzer – Salsa     | Reggaeton – Quickstep                        | Salsa Cabaret                                                 | Merengue               | Bhangra – Rumba – Freestyle Veloce – Boogie Woogie – Freestyle Veloce – Valzer – Quickstep – Paso Doble |
| Xenya e Raimondo Todaro                | Salsa                    | Rumba                     | Jive               | Salsa – Freestyle Lento          | Country Americano – Boogie Woogie | Danza Tirolese – Bachata            | Danza del Ventre – Freestyle Veloce          | Salsa Cabaret                                                 | Paso Doble – Merengue  | Danza Bollywood – Tango – Freestyle Lento                                                               |
| Martina Stella e Samuel Peron          | Freestyle Lento          | Salsa                     | Charleston         | Merengue – Paso Doble            | Surf – Samba                      | Danza Tirolese – Tango – Merengue   | –                                            | Boogie Woogie – Salsa Cabaret                                 | Rumba - Valzer         | Danza Bollywood – Jive – Freestyle Lento                                                                |
| Simone Montedoro e Alessandra Tripoli  | Boogie Woogie – Merengue | Samba                     | Paso Doble         | Salsa – Freestyle                | Twist – Jive                      | Danza Tirolese – Charleston         | Reggaeton – Rumba – Paso Doble               | Gopak – Tango – Boogie Woogie – Freestyle                     | Valzer                 | Bhangra – Freestyle Veloce – Tango                                                                      |
| Antonio Palmese e Samanta Togni        | Tango                    | Paso Doble                | Freestyle          | Paso Doble – Salsa               | Lambada – Rumba                   | Danza Tirolese – Boogie Woogie      | Reggaeton – Freestyle Veloce – Boogie Woogie | Samba – Gopak – Charleston – Freestyle Veloce – Salsa Cabaret | Jive                   | Bhangra – Quickstep – Boogie Woogie                                                                     |
| Alba Parietti e Marcello Nuzio         | Freestyle Lento          | Tango                     | Valzer             | Tango – Paso Doble               | Hully Gully – Jive                | Danza Tirolese – Rumba              | Danza del Ventre – Tango Apache              | Salsa Cabaret                                                 | Charleston – Salsa     | – |
| Giuliana De Sio e Maykel Fonts         | Charleston               | Freestyle Lento           | Tango              | Charleston – Paso Doble          | Shake – Jive                      | Danza Tirolese – Bachata – Merengue | Danza del Ventre – Tango Apache – Bachata    | Danza Polinesiana – Rumba – Tango Apache                      | Boogie Woogie – Valzer | – |
| Martín Castrogiovanni e Sara Di Vaira  | Boogie Woogie            | Charleston                | Tango Apache       | Boogie Woogie – Samba            | Pizzica – Salsa – Merengue        | Danza Tirolese – Paso Doble         | Reggaeton – Rumba – Merengue                 | Cha Cha Cha – Gopak – Valzer – Boogie Woogie – Rumba          | –                      | – |
| Christopher Leoni e Ekaterina Vaganova | Freestyle Lento          | Tango                     | Valzer – Salsa     | Freestyle – Charleston– Merengue | Danza Polinesiana – Samba – Rumba | –                                   | –                                            | Gopak – Paso Doble                                            | –                      | – |
| Fausto Leali e Ornella Boccafoschi     | Salsa                    | Jive                      | Charleston         | Jive – Tango – Merengue          | –                                 | –                                   | –                                            | Gopak – Boogie Woogie                                         | –                      | – |
| Anna Galiena e Simone Di Pasquale      | Mambo                    | Quickstep – Boogie Woogie | Salsa – Charleston | –                                | –                                 | –                                   | –                                            | Danza Polinesiana – Tango                                     | –                      | – |
| Anna La Rosa e Stefano Oradei          | Jive                     | Salsa – Charleston        | –                  | –                                | –                                 | –                                   | –                                            | Danza Polinesiana – Valzer                                    | –                      | – |

## Ballerini per una notte
| Puntata    | Ospite           | Attività                   | Ballerino/a         | Ballo                 | Punteggio | Assegnatari tesoretto                 |
| ---------- | ---------------- | -------------------------- | ------------------- | --------------------- | --------- | ------------------------------------- |
| 1ª         | Roberto Mancini  | Ex calciatore e allenatore | Roberta Beccarini   | Tango                 | 35        | Martin Castrogiovanni e Sara Di Vaira |
| 2ª         | Milly Carlucci   | Conduttrice televisiva     | Pablo Moyano        | Tango                 | 48        | Martina Stella e Samuel Peron         |
| 3ª         | Paolo Fox        | Astrologo                  | Sylvia Chapelli     | Salsa                 | 36        | Ksenija Belousova e Raimondo Todaro   |
| 4ª         | Franco Nero      | Attori                     | Roberta Beccarini   | Tango                 | 50        | Oney Tapia e Veera Kinnunen           |
| 4ª         | Vanessa Redgrave | Attori                     | Stefano Oradei      | Tango                 | 50        | Oney Tapia e Veera Kinnunen           |
| 4ª         | Vanessa Redgrave | Attori                     | Simone Di Pasquale  | Tango                 | 50        | Oney Tapia e Veera Kinnunen           |
| 5ª         | Zico             | Calciatori                 | Ornella Boccafoschi | Samba                 | 50        | Giuliana De Sio e Maykel Fonts        |
| 5ª         | Claudio Gentile  | Calciatori                 | Roberta Beccarini   | Tango                 | 50        | Giuliana De Sio e Maykel Fonts        |
| 6ª         | Nastassja Kinski | Attrice                    | Simone Di Pasquale  | Freestyle             | 50        | Oney Tapia e Veera Kinnunen           |
| 6ª         | Nastassja Kinski | Attrice                    | Stefano Oradei      | Freestyle             | 50        | Oney Tapia e Veera Kinnunen           |
| 6ª         | Elio             | Cantante                   | Ekaterina Vaganova  | Fisch Schlapping Song | 47        | Martin Castrogiovanni e Sara Di Vaira |
| 6ª         | Elio             | Cantante                   | Ornella Boccafoschi | Fisch Schlapping Song | 47        | Martin Castrogiovanni e Sara Di Vaira |
| 6ª         | Elio             | Cantante                   | Gioia Giovanatti    | Fisch Schlapping Song | 47        | Martin Castrogiovanni e Sara Di Vaira |
| 7ª         | Marla Maples     | Attrice                    | Stefano Oradei      | Quickstep             | 49        | Ksenija Belousova e Raimondo Todaro   |
| 8ª         | Claudio Lippi    | Conduttore televisivo      | Veera Kinnunen      | Valzer                | 40        | Giuliana De Sio e Maykel Fonts        |
| Semifinale | Gérard Depardieu | Attore                     | Sara Di Vaira       | Valzer                | 48        | Antonio Palmese e Samanta Togni       |

## Programmi correlati

### Aspettando Ballando con le stelle
Aspettando Ballando con le stelle è stata una breve puntata introduttiva andata in onda su Rai 1 nella seconda serata del 18 febbraio 2017, una settimana prima dell'avvio di questa edizione. La puntata era incentrata sulla presentazione dei concorrenti della dodicesima edizione, l'incontro coi loro maestri di ballo e le prime lezioni affrontate.

### Techetechete' - Ballando con le stelle - Sensualità e passione
Puntata speciale di Techetechete' andata in onda in access prime time il 19 febbraio 2017 che ha mostrato il meglio delle undici edizioni di Ballando con le stelle trasmesse, oltre a una breve presentazione dei concorrenti della dodicesima edizione.

### Ballando con te
Dalla quinta puntata del 25 marzo 2017, torna come segmento all'interno delle puntate il torneo Ballando con te. Il format consiste in una competizione tra gruppi di persone comuni appassionate di ballo. Nello specifico prendono parte alle sfide gli otto vincitori di Ballando on the Road. In ogni puntata si sfidano due gruppi, rispettivamente capitanati dai ballerini professionisti Chiquito e Valerio La Pietra, che si esibiscono in parte dell'esibizione dei concorrenti. L'esito delle cui sfide viene stabilito tramite votazioni sul social network Twitter.

## Ascolti
| Puntata     | Messa in onda    | Anteprima/Ballando con te | Anteprima/Ballando con te | Ballando con le stelle | Ballando con le stelle | Fonte  | Totale puntata | Totale puntata |
| Puntata     | Messa in onda    | Telespettatori            | Share                     | Telespettatori         | Share                  | Fonte  | Telespettatori | Share          |
| ----------- | ---------------- | ------------------------- | ------------------------- | ---------------------- | ---------------------- | ------ | -------------- | -------------- |
| 1           | 25 febbraio 2017 | N/A                       | N/A                       | 4 008 000              | 19,13%                 | [ 14 ] | 4 008 000      | 19,13%         |
| 2           | 4 marzo 2017     | 3 741 000                 | 16,12%                    | 4 105 000              | 19,98%                 | [ 15 ] | 4 060 000      | 19,50%         |
| 3           | 11 marzo 2017    | 3 605 000                 | 15,74%                    | 3 849 000              | 18,95%                 | [ 16 ] | 3 819 000      | 18,55%         |
| 4           | 18 marzo 2017    | N/A                       | N/A                       | 4 018 000              | 20,35%                 | [ 17 ] | 4 018 000      | 20,35%         |
| 5           | 25 marzo 2017    | 3 655 000                 | 16,98%                    | 3 640 000              | 18,93%                 | [ 18 ] | 3 642 000      | 18,69%         |
| 6           | 1º aprile 2017   | 3 172 000                 | 14,49%                    | 3 616 000              | 18,46%                 | [ 19 ] | 3 561 000      | 17,96%         |
| 7           | 8 aprile 2017    | 3 599 000                 | 16,55%                    | 3 794 000              | 19,85%                 | [ 20 ] | 3 770 000      | 19,44%         |
| Ripescaggio | 15 aprile 2017   | 3 485 000                 | 16,64%                    | 3 085 000              | 16,64%                 | [ 21 ] | 3 135 000      | 16,64%         |
| Semifinale  | 22 aprile 2017   | 3 537 000                 | 16,92%                    | 3 774 000              | 19,82%                 | [ 22 ] | 3 744 000      | 19,46%         |
| Finale      | 29 aprile 2017   | 3 819 000                 | 17,94%                    | 4 017 000              | 20,64%                 | [ 23 ] | 3 992 000      | 20,30%         |
| Media       | Media            | 3 577 000                 | 16,42%                    | 3 791 000              | 19,28%                 |        | 3 775 000      | 19,00%         |